# Processó de la Sanch
|  | Per a altres significats, vegeu «Processó de la Sang». |

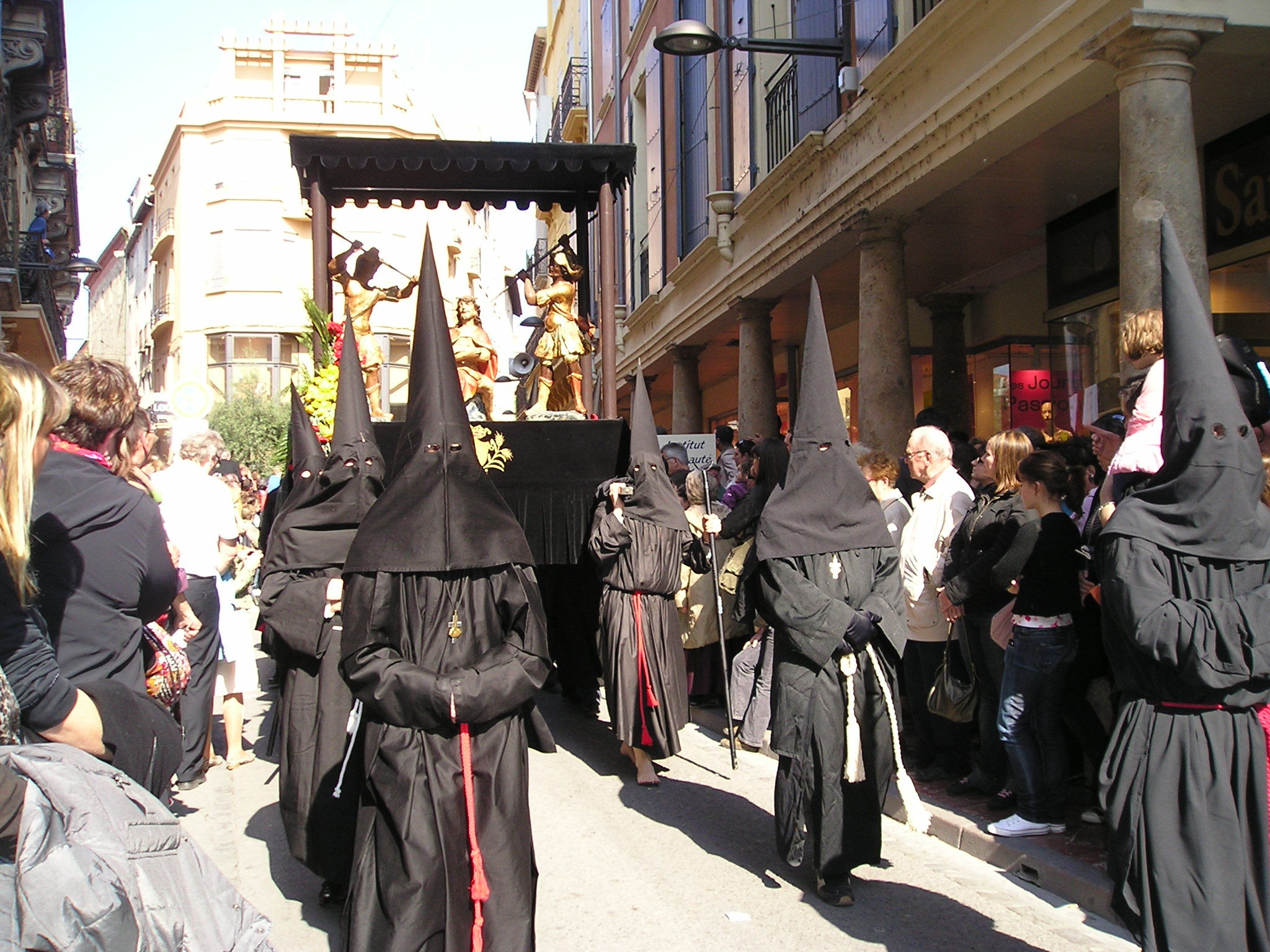
La famosa Processó de la Sang, antigament prohibida per l'Església, encara se celebra a Perpinyà, Arles i Cotlliure.

La Processó de la Sanch (grafia arcaica i no normativa de la Processó de la Sang) és una cerimònia anual convocada en algunes comunes de la Catalunya del Nord. Es fa durant el Divendres Sant de la Setmana Santa catòlica. Històricament es feia servir un barret punxegut distintiu i una màscara de roba per protegir la identitat dels presos (de la revenja dels agreujats) que anaven a la celebració anual de la seva ciutat. Aquesta pràctica cerimoniosa es barreja amb les tradicions cristianes de Divendres Sant, i actualment es fa una llarga processó en silenci de persones vestides de negre tocant el tambor seguint una persona amb roba vermella que branda una campaneta, com a part de les celebracions de Divendres Sant.
Se n'encarrega de la celebració la confraria de la Sanch (Preciosa Sang del Senyor) fundada l'11 d'octubre de 1416 en l'església de Sant Jaume de Perpinyà, després de la predicació del frare dominic Vicenç Ferrer. Arran de la incorporació de la Catalunya del Nord a França pel Tractat dels Pirineus fou prohibida per ser considerada barroca i espanyola. Tanmateix, es va continuar celebrant extramurs durant un segle.
A Perpinyà s'ha revifat la seva pràctica d'ençà 1950 gràcies als esforços del folklorista Josep Deloncle.